# Cour du Temple
La cour du Temple est une cour intérieure publique du XVIIe siècle, située en France dans le centre-ville de Limoges, dans le département de la Haute-Vienne.

## Situation et accès
Elle est située entre la rue du Temple et la rue du Consulat, au cœur du quartier historique du Château.

## Bâtiments remarquables et lieux de mémoire
Elle est bordée par un hôtel particulier à colonnade et à pans de bois, et est souvent caractérisée comme étant un des lieux les plus enchanteurs de Limoges, à cause de son aspect vierge de toute modernité et son isolement.
La rue du Temple, qui lui est voisine, possède de beaux hôtels qui mériteraient d’être restaurés. Les hôtels particuliers entourant le lieu, aux façades à colombages, sont reliés entre eux par des galeries ouvertes à l'italienne et des escaliers de style Renaissance.